# Pinheiro Machado (Rio Grande do Sul)
Pinheiro Machado is een gemeente in de Braziliaanse deelstaat Rio Grande do Sul. De gemeente telt 13.152 inwoners (schatting 2009).

## Aangrenzende gemeenten
De gemeente grenst aan Bagé, Caçapava do Sul, Candiota, Herval, Pedras Altas, Piratini en Santana da Boa Vista.